# Huygens (sondă de aterizare)

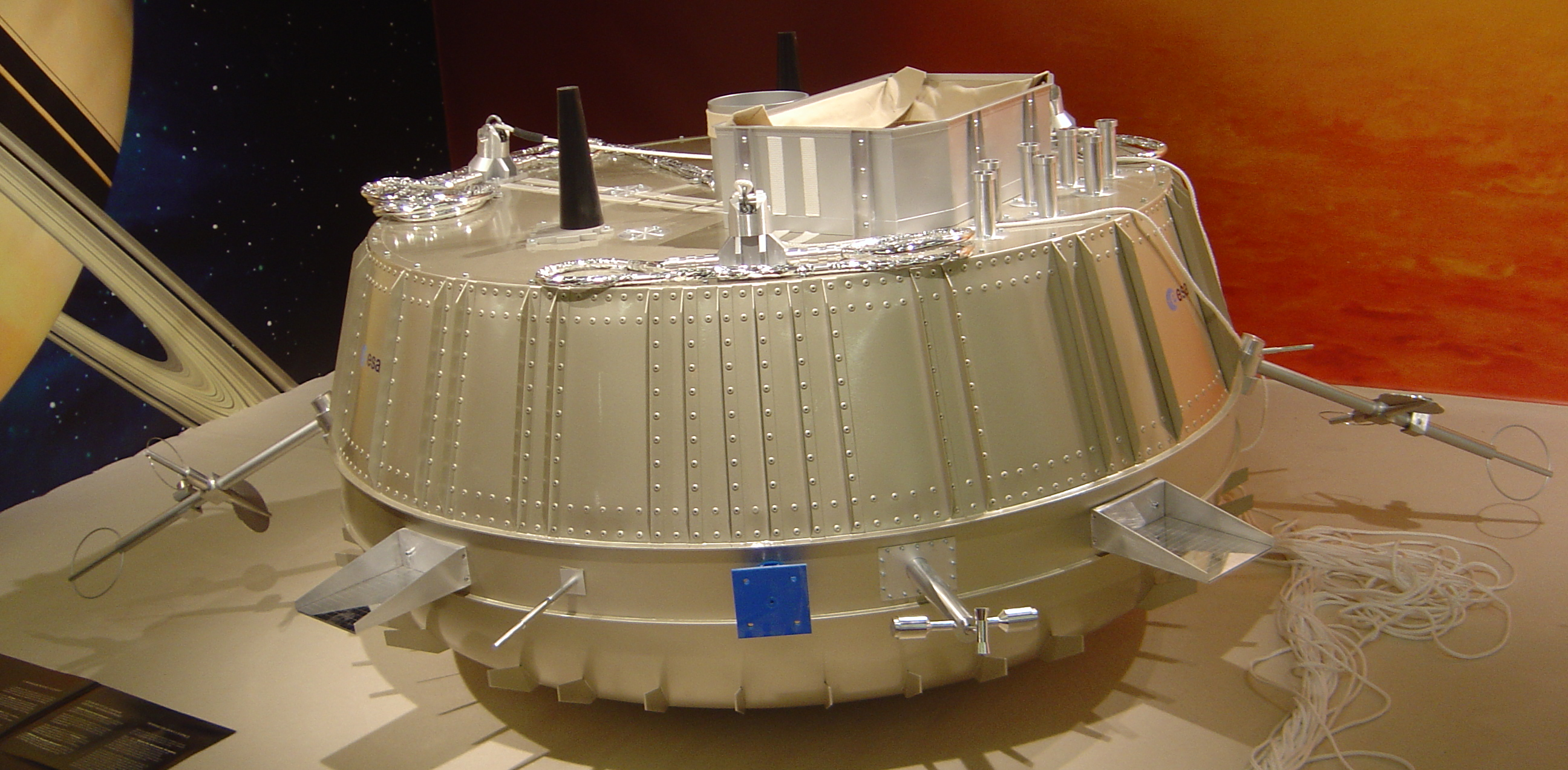
Replica actuală a sondei spaţiale Huygens de 1,3 m lungime

Sonda Huygens a fost o sondă de aterizare de intrare atmosferică care a fost transportată pe satelitul lui Saturn, Titan, ca parte a misiunii Cassini-Huygens. Sonda a fost furnizată de către Agenția Spațială Europeană (ESA) și numită după astronomul olandez din secolul al XVII-lea Christiaan Huygens, cel care a descoperit satelitul Titan.
Nava spațială combinată Cassini-Huygens a fost lansată de pe Pământ pe 15 octombrie 1997. Huygens s-a separat de Cassini la 25 decembrie 2004, și a coborât pe suprafața lui Titan la 14 ianuarie 2005 în apropiere de regiunea Xanadu. 